# Felix Isenbügel
Felix Isenbügel (5 mei 1986) is een Duitse acteur.
Isenbügel studeerde tussen 2001 en 2003 aan de bremer shakespeare company. Na deze studie volgde hij tussen 2003 en 2006 een opleiding aan de Charlottenburger Theaterwerkstatt. Ook volgde hij zang- en spreekles bij Bernd Kunstmann in Berlijn. Voordat Felix voor de televisie ging acteren, speelde hij mee in een aantal korte films en documentaires. Landelijke bekendheid kreeg hij door zijn rol als Carsten Reimann in Gute Zeiten, schlechte Zeiten. Hij begon in 2008 als bijrol, maar sinds augustus 2009 behoort hij tot de vaste cast. 
In 2008 speelde hij in het toneelstuk Macht das Tor auf, over het leven van DDR-politicus Michael Gartenschläger. In 2009 speelde hij in de bioscoopverfilming van het toneelstuk Kabale und Liebe van Friedrich Schiller.

## Filmografie (selectie)
- 2007: Love Kills (korte film)
- 2008: 112 – Sie retten dein Leben
- 2008–2010: Gute Zeiten, schlechte Zeiten
- 2009: Kabale und Liebe unplugged (bioscoopfilm)
- 2018: Ninjago – Kirby Morrow – als Paleman ((ook Mr. Pale) 2e stem)
- 2018: Ninjago – Andrew Francis als Shadow ((2e stem) in Original Shade)